# Heodes infulvata
Heodes infulvata är en fjärilsart som beskrevs av Schultz 1905. Heodes infulvata ingår i släktet Heodes och familjen juvelvingar. Inga underarter finns listade i Catalogue of Life.